# ARINC
ARINC – Aeronautical Radio, Inc., spółka założona 2 grudnia 1929 r. przez Federal Radio Commission (później pod nazwą Federal Communications Commission) w celu licencjonowania i koordynacji komunikacji radiowej w lotnictwie. Akcje spółki należały do ówczesnych czterech najważniejszych linii lotniczych. Wkrótce spółka wzięła na siebie odpowiedzialność za wszystkie naziemne aeronautyczne radiostacje w celu zapewniania ich zgodności z regulacjami FRC.
Obecnie ARINC skupia następujące spółki zależne lub joint-venture:
- ARINC Managed Services
- AeroMobileTM
- Opti-FiSM